# Natalja Gantimurova
Natalja Sergejevna Gantimurova (ryska: Наталья Сергеевна Гантимурова), född den 14 augusti 1991, är en rysk skönhetsdrottning som är Miss Ryssland 2011 efter att ha vunnit den nationella tävlingen. Hon representerar Ryssland i Miss World 2011.